# Sinoxylon malaccanum
Sinoxylon malaccanum is een keversoort uit de familie boorkevers (Bostrichidae). De wetenschappelijke naam van de soort is voor het eerst geldig gepubliceerd in 1930 door Lesne.